# 85 Io
A 85 Io a Naprendszer kisbolygóövében található aszteroida. Christian Heinrich Friedrich Peters fedezte fel 1865. szeptember 19-én.